# Pigs (Three Different Ones)
A Pink Floyd Pigs (Three Different Ones) című dala a zenekar 1977-es, Animals című albumán jelent meg.
Roger Waters szemében a Disznók azokat az embereket jelképezik, akik a társadalom csúcsán állnak, vagyonosak és kezükben tartják a hatalmat. Kiderül, hogy megtévesztik az embereket, biztatják őket, hogy az öldöklő verseny érdekében mindenkin gázoljanak át; ám ennek legfőbb célja mégis az, hogy a Disznók megtartsák hatalmukat. Waters a "Dogs"-ban azt sugallja, hogy a Kutyákat is befolyásolják: „Gotta admit, that I'm a little bit confused, Sometimes it seems to me, as if I'm just being used – Azt kell mondjam, hogy kissé összezavarodtam, néha úgy tűnik, mintha csak egy eszköz lennék.”

## Témája
Az első szakaszban nem hallható konkrét személyre való utalás, Waters az üzletemberről mint általános jelenségről szól. A második szakasz burkoltan a brit ellenzék akkori vezetőjére, Margaret Thatcherre vonatkozik, bár nevét és rangját nem tudjuk meg a dalból. A szöveg támadó hangvétele hol játékos („Good fun with a hand gun – Jó móka egy fegyverrel”), hol goromba („bus stop ratbag – buszmegállóban álló zsémbes öregasszony”, „fucked up old hag – béna vén banya”).
A harmadik szakaszban Waters Mary Whitehouseról mondja el véleményét, őt már meg is nevezi. Szerinte az asszony egy prűd, szexuálisan elnyomott, „tisztaságmániás városi egér” („House-proud town mouse”, utalás Aiszóposz A falusi és a városi egér című meséjére). Whitehouse már ezelőtt is úgy tekintett a zenekarra, mint akik a szexet és a kábítószereket népszerűsítik, így véleménye nem sokban változott róluk. Néhány ember (amerikai politikusok is) félrehallották Whitehouse nevét – a Fehér Házat (White House) értették rajta –, ezért a Pink Floydot amerikaellenesnek titulálták.
Úgy tűnik, hogy kiadás előtt a zenekar vagy a kiadó néhány Whitehouse-ra utaló megjegyzést kitöröltetett a dalból. Az ominózus szavak helyett csak dühös fújtatás hallható.
A röfögést Waters egy beszédtorzítóval állította elő. Ez a Pink Floyd első dala, melyben David Gilmour talk boxot használ (a második és a harmadik szakasz között hallható).

## Élő változatok
Sokan gondolják úgy, hogy a "Pigs (Three Different Ones)" élő változata a zenekar legjobb pillanatai közé tartozik. Koncerteken a dal általában 17 perc hosszúságúra nyúlt (néha viszont 20 percnél is tovább tartott). Az élő változatban két gitárszóló, egy szintetizátor-szóló (Gilmour talk boxos szólója helyett), végül pedig egy billentyűs szóló kapott helyet.
1987-ben Waters egy Pink Floyd-egyveleg részeként a dal rövid változatát játszotta. Ez csak az első két szakaszt tartalmazta, valamint két rövidebb gitárszólót.

## Érdekességek
- Ez volt a Pink Floyd első dala, melyben talk boxot használtak.
- Az album néhány amerikai kazettás kiadásán – a kazetta hosszát csökkentendő – a dalt két részre szedték. A "Pigs (Three Different Ones) (Part I)" az első szakaszt, a "Pigs (Three Different Ones) (Conclusion)" pedig a további kettőt tartalmazta.
- Az 1977-es turné során Roger Waters a dal címéhez mindig más számot mondott. Ennek talán az volt a célja, hogy könnyebben kiszűrhessék a kalózfelvételeket.

## Magyar fordítás
- Disznók – a dal magyar fordítása[1]

## Közreműködők
- Roger Waters – ének, ritmusgitár, beszédtorzító, szalagos effektek
- David Gilmour – gitár, basszusgitár, talk box, vokál
- Richard Wright – Fender Rhodes elektromos zongora, Hammond-orgona, ARP String szintetizátor, Minimoog szintetizátor, zongora
- Nick Mason – dob, ütőhangszerek, kolomp

### Produkció
- Brian Humphries – hangmérnök